# روز آخر (فیلم)
پایان جهان (فرانسوی: Le Dernier Jour‎) فیلمی در ژانر درام است که در سال ۲۰۰۴ منتشر شد. از بازیگران آن می‌توان به نیکول گارسیا، گاسپار اولیل، ملانی لوران و آلیسون پارادی اشاره کرد.